# Francisco Rufete
Francisco Joaquín Pérez Rufete (Benejúzar, Alicante, España, 20 de noviembre de 1976), más conocido como Rufete, es un exfutbolista internacional y entrenador español. Jugó de centrocampista como interior derecho, principalmente en el Málaga CF, Valencia C. F., RCD Espanyol y Hércules CF. Se retiró como futbolista en 2011.
Desde su retirada se ha dedicado a tareas de mánager, primero en el  Valencia Club de Fútbol entre 2013 y 2015 y desde el verano de 2018 en el RCD Espanyol. En 2020 hizo su segunda aparición en un banquillo, al entrenar al RCD Espanyol en la Primera División de España.
Es padre del futbolista Fran Pérez Martínez.

## Trayectoria

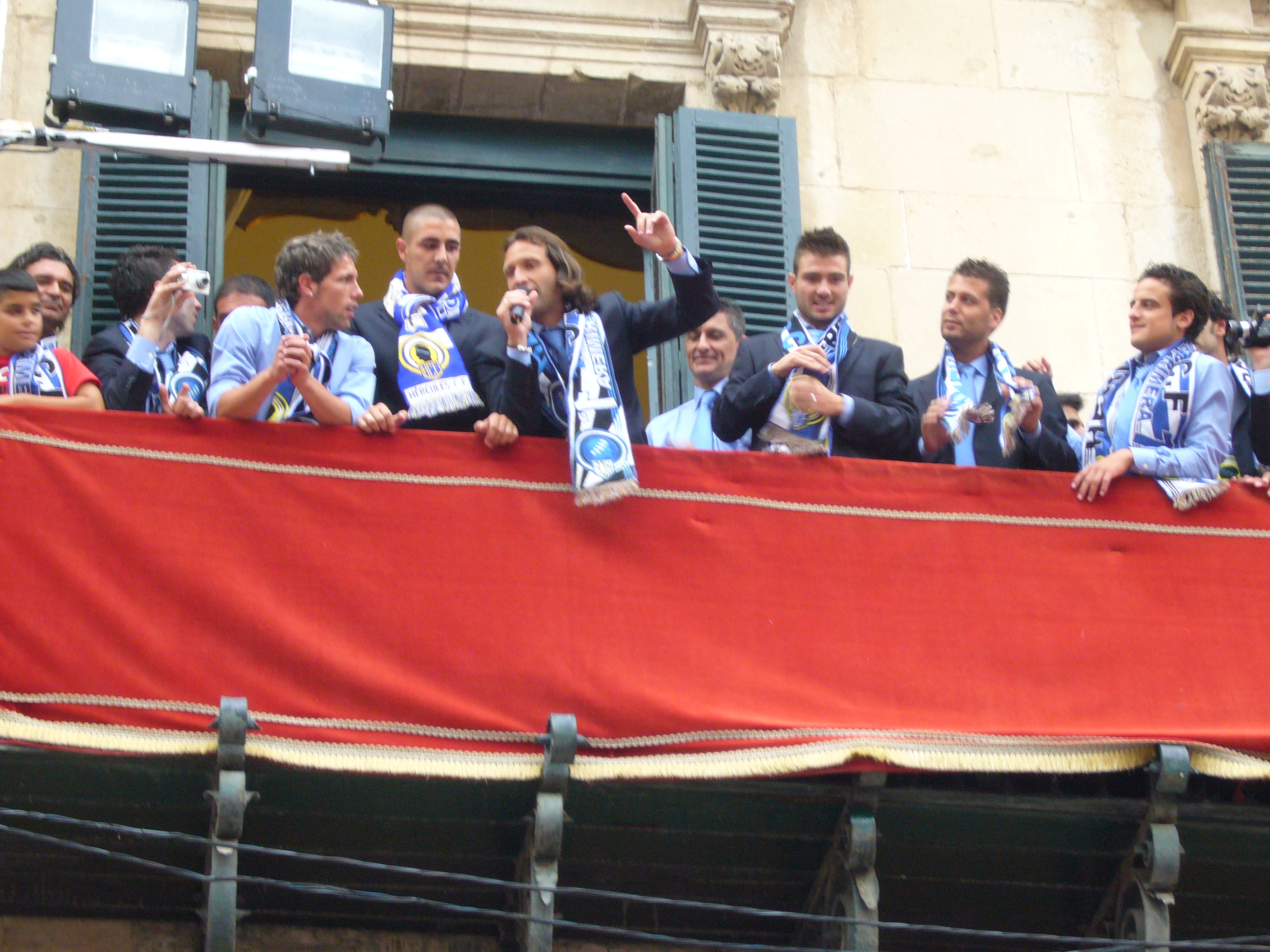
Rufete pronunciando unas palabras en el balcón del Ayuntamiento de Alicante en la celebración por el ascenso del Hércules a Primera división en la temporada 2009/10.

Rufete se formó en las categorías inferiores del FC Barcelona llegando a debutar en la última jornada de la temporada 1995/96 con el primer equipo.
Tras su paso por Toledo y Mallorca, llega al Málaga CF en el mercado de invierno de la temporada 1998/99, donde cuaja una excelente campaña en segunda división y el equipo logra ascender a primera. El equipo llevaba cerca de una década sin militar en la máxima categoría. Tras otras dos grandes temporadas con el Málaga en Primera División, en las que anotó cinco y cuatro goles respectivamente, es fichado en 2001 por el Valencia CF a cambio de 8'5 millones de euros y el traspaso del futbolista Gerardo García.
En el equipo che disputó un total de cinco temporadas, en las que, sin llegar a ser titular indiscutible por las rotaciones de jugadores, ha participado en numerosos partidos. A pesar de no ser un goleador consumado, llegó a ser máximo goleador del equipo en su primera temporada con 8 goles oficiales (igualado con Juan Sánchez). Sus goles han sido muy importantes y de gran recuerdo para la afición valencianista, destacando los dos que anotó en la 17.ª jornada de la temporada 2001/02 contra el RCD Espanyol en Montjuic, que posibilitaron la remontada y victoria 2-3 del Valencia y evitaron el cese del entrenador Rafa Benítez. Esta remontada posibilitó al club che obtener el 5.º título de liga de su historia, 31 años después del anterior. Fue pieza clave del gran Valencia de Benítez, aunque menos goleador pero sí muy luchador en la conquista del histórico 'doblete' valencianista con la Liga y la UEFA en 2004. También añade a su palmarés la Supercopa de Europa 2004, en la que fue titular. Con la llegada de Quique Sánchez Flores en 2005 es titular toda la temporada pero en verano de 2006 el entrenador le comunica que no cuenta con él, por lo que el Valencia le otorgó la carta de libertad, permitiéndole así poder fichar por el RCD Espanyol, donde estuvo tres temporadas.
El 17 de julio de 2009 se anunció en los medios de comunicación su fichaje por el Hércules CF de la Segunda División por dos temporadas. Consigue el ascenso a Primera División aunque la siguiente temporada desciende y el jugador es inicialmente descartado por el club que no le ofrece renovar su contrato. Se retiró ese 2011 al no lograr encontrar acomodo en un equipo.

## Mánager deportivo
Obtuvo el título de entrenador nacional. En junio de 2013 el presidente del Valencia CF, Amadeo Salvo confirma que se contrata a Rufete como mánager deportivo de la escuela y cantera del conjunto valencianista, pero cinco meses después, el 25 de noviembre de 2013, Rufete fue nombrado Mánager General Deportivo del también del primer equipo, con plenos poderes en la parcela deportiva tanto en el primer equipo como en la cantera, tras la destitución del director deportivo Braulio Vázquez.
En sus primeras semanas en el cargo, Rufete y su equipo evaluaron el trabajo del técnico Miroslav Djukic con el primer equipo del Valencia CF y en diciembre se tomó la decisión de destituir al técnico y contratar al argentino Juan Antonio Pizzi. Durante el mercado de invierno de la temporada 2013/14 lleva a cabo una pequeña revolución en la plantilla valencianista para tratar de cambiar el rumbo del equipo y deshacerse de futbolistas poco implicados o con bajo rendimiento, logrando la salida de Canales y las cesiones de Banega, Pabón, Postiga y Guardado, además de las incorporaciones hasta final de temporada de Vargas, Keita y Senderos, el ascenso al primer equipo de Gayà, y la contratación del joven brasileño Vinícius Araújo. El fichaje de Otamendi no pudo efectuarse al no disponer de pasaporte comunitario y tuvo que ser cedido al Atlético Mineiro.
La planificación deportiva del club para la temporada 2014/15 se vio muy condicionada al proceso de venta del club al nuevo máximo accionista, Peter Lim, por lo que hubo una estrecha colaboración con el equipo de Lim y su socio Jorge Mendes para estructurar la plantilla. El equipo sufre una gran renovación con 20 bajas y 15 incorporaciones, además del cambio del técnico Pizzi por el portugués Nuno Espírito Santo por petición expresa del futuro propietario Peter Lim. Finalmente Rufete dimitío de su cargo el 1 de julio de 2015 junto al entonces presidente ejecutivo del Valencia CF Amadeo Salvo por discrepancias con la directiva tras el frustrado fichaje de Rodrigo Caio.
En marzo de 2018 hizo su primera aparición en un banquillo al hacerse cargo de la UD Ibiza sustituyendo a Toni Amor. Al final de la temporada dejó al equipo para incorporarse a la disciplina de RCD Espanyol como director de fútbol profesional.

## Selección nacional
Ha sido internacional con la Selección nacional de fútbol de España en tres ocasiones. Su debut se produjo el 29 de marzo de 2000 en un partido en el que España se impuso a Italia por 2 a 0 en un encuentro disputado en Barcelona.

## Clubes

### Como jugador
Estadísticas según BDFutbol.
| Club             | País   | Periodo   | Liga PJ (G) | Copa PJ (G) | Compet. Europea PJ (G) |
| ---------------- | ------ | --------- | ----------- | ----------- | ---------------------- |
| FC Barcelona "C" | España | 1994-1995 |             | 0 (0)       |                        |
| FC Barcelona "B" | España | 1995-1996 | 18 (0)      | 0 (0)       | 0 (0)                  |
| FC Barcelona     | España | 1995-1996 | 1 (0)       | 0 (0)       | 0 (0)                  |
| FC Barcelona "B" | España | 1996-1997 | 27 (1)      | 0 (0)       |                        |
| CD Toledo        | España | 1997-1998 | 38 (5)      | 2 (0)       |                        |
| RCD Mallorca     | España | 1998-1999 | 0 (0)       | 0 (0)       |                        |
| Málaga CF        | España | 1998-1999 | 20 (5)      | 0 (0)       |                        |
| Málaga CF        | España | 1999-2000 | 31 (5)      | 2 (0)       |                        |
| Málaga CF        | España | 2000-2001 | 34 (4)      | 1 (1)       |                        |
| Valencia CF      | España | 2001-2002 | 33 (5)      | 1 (1)       | 7 (2)                  |
| Valencia CF      | España | 2002-2003 | 28 (3)      | 1 (0)       | 11 (1)                 |
| Valencia CF      | España | 2003-2004 | 27 (2)      | 5 (1)       | 11 (2)                 |
| Valencia CF      | España | 2004-2005 | 25 (3)      | 1 (0)       | 6 (0)                  |
| Valencia CF      | España | 2005-2006 | 19 (0)      | 3 (0)       |                        |
| RCD Espanyol     | España | 2006-2007 | 29 (1)      |             | 11 (0)                 |
| RCD Espanyol     | España | 2007-2008 | 10 (0)      | 1 (0)       |                        |
| RCD Espanyol     | España | 2008-2009 | 18 (0)      | 3 (0)       |                        |
| Hércules CF      | España | 2009-2010 | 32 (0)      |             |                        |
| Hércules CF      | España | 2010-2011 | 13 (0)      |             |                        |

### Como mánager deportivo
| Club         | Cargo                  | País   | Año         |
| ------------ | ---------------------- | ------ | ----------- |
| Valencia CF  | Mánager de la Academia | España | 2013 - 2014 |
| Valencia CF  | Mánager Deportivo      | España | 2013 - 2015 |
| UD Ibiza     | Entrenador             | España | 2018        |
| RCD Espanyol | Director de Fútbol     | España | 2018 - 2022 |
| RCD Espanyol | Entrenador             | España | 2020        |

## Palmarés

### Campeonatos nacionales
| Título              | Club         | País   | Año       |
| ------------------- | ------------ | ------ | --------- |
| Supercopa de España | FC Barcelona | España | 1996      |
| Primera División    | Valencia CF  | España | 2001-2002 |
| Primera División    | Valencia CF  | España | 2003-2004 |

### Copas internacionales
| Título              | Club        | País   | Año  |
| ------------------- | ----------- | ------ | ---- |
| Copa de la UEFA     | Valencia CF | España | 2004 |
| Supercopa de Europa | Valencia CF | España | 2004 |

## Premios, reconocimientos y distinciones
- Mejor Deportista Profesional de 2000 y 2001 en los Premios Deportivos Provinciales de la Diputación de Alicante[10]